# Abiyote Abate
Abiyote Abate (Amhaars: አብዮተ አባቴ) (Addis Abeba, 20 november 1980) is een Ethiopische langeafstandsloper, die zich heeft gespecialiseerd in de 3000 en 5000 m.

## Loopbaan
De beste prestatie van Abate is het behalen van een vierde plaats op de wereldkampioenschappen veldlopen voor junioren in Belfast in 1999. Een jaar later werd hij bij de senioren op de WK veldlopen als tweede Ethiopiër elfde op de korte afstand, waarmee hij bijdroeg aan de tweede plaats die het Ethiopische team in het landenklassement behaalde. In 2002 werden de Ethiopiërs op het WK veldlopen in Dublin opnieuw tweede in deze discipline. In de door Kenenisa Bekele gewonnen wedstrijd finishte Abiyote Abate ditmaal als vijftiende.
In 2003 leverde Abate zijn beste indoorprestatie door op de wereldindoorkampioenschappen in Birmingham op de 3000 m als vijfde te finishen in 7.43,21, vlak voor de Nederlander Gert-Jan Liefers, die met 7.44,34 een nationaal record vestigde.
In 2005 nam hij deel aan slechts enkele grote wedstrijden. Op 1 juli ging Abata van start op de 5000 m tijdens de Golden League-wedstrijd in Parijs. In deze wedstrijd, waarin zijn landgenoot Kenenisa Bekele met een winnende tijd van 12.40,18 nog geen drie seconden verwijderd bleef van het wereldrecord, finishte Abate als veertiende in 13.43,66. Later die maand was hij ook present bij de FBK Games, waar hij op de 10.000 m als dertiende eindigde in zijn persoonlijk beste tijd van 27.45,56.
Sindsdien heeft Abate geen wedstrijden op topniveau meer gelopen.

## Titels
- Ethiopisch kampioen 5000 m - 2001

## Persoonlijke records
Outdoor
| Onderdeel | Prestatie | Datum            | Plaats  |
| --------- | --------- | ---------------- | ------- |
| 3000 m    | 7.32,38   | 24 augustus 2001 | Brussel |
| 5000 m    | 13.00,36  | 29 juni 2001     | Rome    |
| 10.000 m  | 27.45,56  | 29 mei 2005      | Hengelo |

Indoor
| Onderdeel   | Prestatie | Datum            | Plaats     |
| ----------- | --------- | ---------------- | ---------- |
| 3000 m      | 7.38,43   | 15 februari 2004 | Karlsruhe  |
| 2 Eng. mijl | 8.14,77   | 20 februari 2004 | Birmingham |
| 5000 m      | 13.26,44  | 9 februari 2003  | Gent       |

## Palmares

### 3000 m
- 1999: 5e British Grand Prix in Gateshead - 7.45,45
- 2000:  Ericsson Grand Prix in Helsinki - 7.42,58
- 2001:  Qatar Athletic Grand Prix in Doha - 7.41,92
- 2001:  Fanny Blankers-Koen Games - 7.43,17
- 2001:  Asics Grand Prix Helsinki - 7.46,55
- 2001: 7e Grand Prix Finale - 7.54,98
- 2003:  Meeting de Atletismo Sevilla in Seville - 7.41,41
- 2003: 5e WK indoor - 7.43,21
- 2004: 11e WK indoor - 8.09,71

### 5000 m
- 1999:  Papendal Games in Arnhem - 13.23,41
- 2001:  Ethiopische kamp. in Addis Ababa - 13.58,46
- 2001:  Gran Premio Diputación in Sevilla - 13.13,35
- 2001: 5e Golden Gala in Rome - 13.00,36
- 2001: 7e WK - 13.14,07
- 2001: 5e Weltklasse Zurich - 13.01,08
- 2002: 5e ISTAF Meeting in Berlijn - 13.11,80
- 2002:  Hanji Aoki Cup Chiba Ekiden- Alternates - 13.57,78
- 2003: 4e Golden Spike in Ostrava - 13.05,13
- 2003: 11e WK - 13.23,81
- 2004:  Athletissima - 13.03,33
- 2005: 14e Golden League te Parijs - 13.43,66

### 10.000 m
- 2005: 13e FBK Games - 27.45,56

### 5 km
- 2008:  Damien's in Columbia - 14.56
- 2008:  Run for JJ in Rehoboth Beach - 14.52

### 10 km
- 1999:  Maliebaanloop in Utrecht - 28.51
- 1999: 5e Jogging Des Notaires in Parijs - 28.14
- 2009:  Lawyers Have Heart in Washington - 32.08

### veldlopen
- 1998: 40e WK in Marrakesh (korte cross: 4 km) - 11.32
- 1999: 4e WK junioren (8 km) - 25.46
- 2000: 5e Fila International Cross Country in Belfast - 25.27
- 2000:  Sprintcross te Breda (11,2 km) - 33.58
- 2000: 11e WK in Vilamoura (korte cross: 4,18 km) - 11.36
- 2002: 15e WK in Dublin (korte cross: 4,27 km) - 12.39